# Religión estatal del Imperio romano

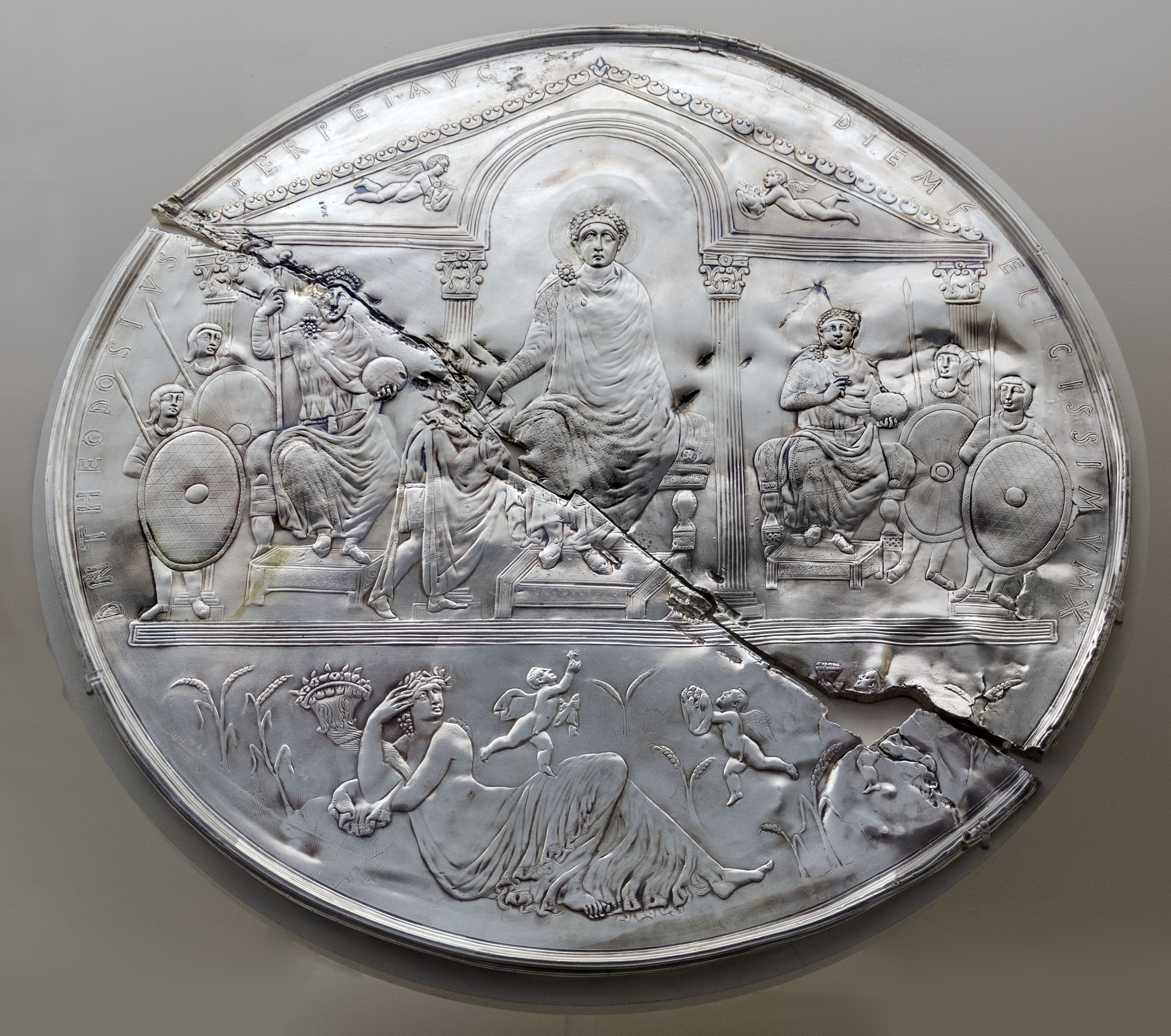
Disco de Teodosio, quien convirtió el cristianismo de Nicea en la religión estatal del Imperio romano. Esta pieza excepcional fue hallada en Almendralejo, Badajoz, en 1847.

La religión estatal del Imperio romano era la religión financiada por este y la que unía a tan diverso Imperio bajo una misma lealtad hacia el emperador de este. Esta religión no fue siempre la misma, siendo la primera la tradicional, la segunda una especie de henoteísmo monista solar y el cristianismo niceno como la definitiva. La adopción del Credo niceno fue decretada el 27 de febrero del año 380 por el Edicto de Tesalónica, en el cual el emperador Teodosio I el Grande lo reconocía como la versión ortodoxa del cristianismo. La Iglesia ortodoxa oriental y la Iglesia católica afirman estar en continuidad con la iglesia a la que Teodosio concedió el reconocimiento, pero no lo consideran específico del Imperio romano.
A principios del siglo IV, tras la persecución diocleciana de 303-313 y la controversia donatista que surgió como consecuencia, Constantino convocó concilios de obispos para definir la «ortodoxia» de la fe cristiana, ampliando lo que ya se había establecido en anteriores concilios cristianos. Una serie de concilios ecuménicos convocados por emperadores sucesivos se celebraron durante los siglos IV y V, aunque el cristianismo siguió sufriendo desavenencias y cismas en torno a las cuestiones del arrianismo, el nestorianismo y el miafisismo. En el siglo V, el Imperio romano de Occidente decayó como sistema de gobierno: los invasores saquearon Roma en el 410 y en el 455, y Flavio Odoacro, un general arriano, obligó a Rómulo Augusto, usurpador de Occidente, a abdicar en el 476. Sin embargo, aparte de los cismas mencionados, la iglesia como institución persistió en la comunión, no sin tensiones, entre el este y el oeste. En el siglo VI los ejércitos bizantinos del emperador romano de oriente, Justiniano I, recuperaron Italia y otras secciones de la costa occidental del Mediterráneo. El Imperio Romano de Oriente pronto perdió la mayoría de estos logros, pero mantuvo a Roma, como parte del Exarcado de Ravena, hasta el año 751, un período conocido en la historia de la iglesia como el «Papado bizantino». La expansión musulmana del siglo VII comenzaría un proceso de conversión al Islam de la mayor parte del entonces mundo cristiano en Asia  Occidental y África del Norte, restringiendo severamente el alcance tanto del Imperio bizantino como de su iglesia. La actividad misionera dirigida desde Constantinopla, la capital bizantina, no condujo a una expansión duradera del vínculo formal entre la iglesia y el emperador bizantino, ya que las zonas que estaban fuera del control político y militar del imperio establecieron sus propias iglesias distintas, como en el caso de la Iglesia ortodoxa de Bulgaria en el 919.

## Historia

### Cristianismo primitivo en relación con el estado

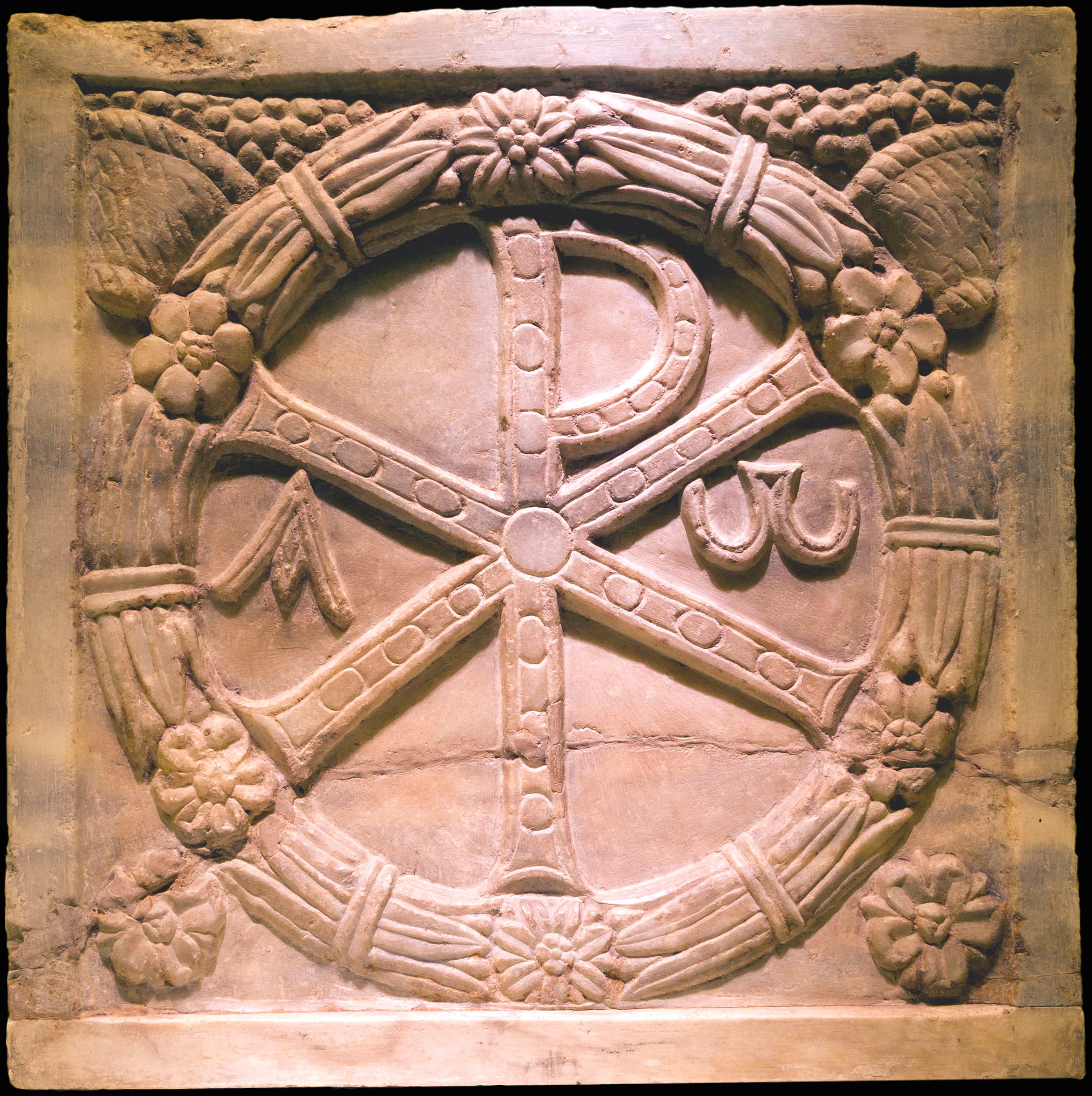
Monograma de Cristo, (crismón) en una placa de un sarcófago del, mármol, Museos Vaticanos, expuesto en una exposición temporal en el Coliseo de Roma, Italia.

Antes de finales del siglo I, las autoridades romanas reconocieron al cristianismo como una religión separada del judaísmo. La distinción, tal vez ya hecha en la práctica en el momento del Gran incendio de Roma en el año 64, fue dada por el emperador Nerva alrededor del año 98 al conceder a los cristianos la exención del pago del Fiscus judaicus, el impuesto anual sobre los judíos. Plinio el Joven, cuando fue promagistrado en Bitinia en el año 103, asume en sus cartas a Trajano que como los cristianos no pagan el impuesto, no son judíos.
Dado que el pago de impuestos había sido una de las formas en que los judíos demostraban su buena voluntad y lealtad hacia el Imperio, los cristianos tenían que negociar sus propias alternativas para participar en el culto imperial. Su negativa a adorar a los dioses romanos o a rendir homenaje al emperador como algo divino resultó en ocasiones en persecución y martirio. El Padre de la Iglesia Tertuliano, por ejemplo, trató de argumentar que el cristianismo no era intrínsecamente traicionero, y que los cristianos podían ofrecer su propia forma de oración para el bienestar del emperador.
El cristianismo se extendió especialmente en las partes orientales del Imperio y más allá de su frontera; en el oeste, era al principio relativamente limitado, pero surgieron importantes comunidades cristianas en Roma, Cartago y otros centros urbanos, convirtiéndose a finales del siglo III en la fe dominante en algunos de ellos. Los cristianos representaban aproximadamente el 10% de la población romana por el año 300, según algunas estimaciones. Según Will Durant, la Iglesia cristiana prevaleció sobre el paganismo porque ofrecía una doctrina mucho más atractiva y porque los líderes de la iglesia se ocupaban de las necesidades humanas mejor que sus rivales.
En el 301, el Reino de Armenia, nominalmente un reino cliente romano pero gobernado por una dinastía parta, se convirtió en la primera nación en adoptar el cristianismo como su religión de estado.

### Establecimiento y las primeras controversias
| Comunión                                                       | Iglesias principales                                                                                    | Primeros centros |
| -------------------------------------------------------------- | --- | --- |
| Cristianismo calcedonio (después del 451)                      | Iglesias católica y ortodoxa Iglesia georgiana Iglesia de Cartago Iglesia de Chipre Iglesia maronita    | Roma, Alejandría, Antioquía, Constantinopla Reinos de Colchis y Iberia (actual Georgia) Cartago Provincia romana de Chipre Fenicia |
| Nestorianismo (después del 431)                                | Iglesia del Oriente                                                                                     | provincia de Siria, India, Iglesia del Este en China Imperio sasánida (Persia)                                                     |
| Miafisismo (después del 451)                                   | Iglesia apostólica armenia Iglesia ortodoxa copta Iglesia ortodoxa de Siria Iglesia ortodoxa de Etiopía | Reino de Armenia, provincia de Siria, provincia de Egipto                                                                          |
| Donatismo (en gran parte terminado después de 411)             | | África del Norte |
| Arrianismo (desapareció con la muerte de Leovigildo en el 586) | | por partes del Imperio (la última fue Hispania) Pueblo godo                                                                        |

En el año 311, con el Edicto de Sárdica, el moribundo emperador Galerio puso fin a la persecución diocleciana que se dice instigó, y en el año 313, el emperador Constantino I el Grande emitió el Edicto de Milán, concediendo a los cristianos y a otros «el derecho a la libre y abierta observancia de su culto».
Constantino comenzó a utilizar símbolos cristianos como el crismón a principios de su reinado, pero incluso así alentó las prácticas religiosas romanas tradicionales, incluyendo la adoración del sol. En el año 330, Constantino estableció la ciudad de Constantinopla como la nueva capital del Imperio romano. La ciudad llegaría a ser gradualmente vista como el centro intelectual y cultural del mundo cristiano.
En el transcurso del siglo IV el cristianismo se consumió por los debates en torno a la ortodoxia, es decir, qué doctrinas religiosas eran las correctas. A principios del siglo IV, un grupo del norte de África, más tarde llamado donatistas, que creía en una interpretación muy rígida del cristianismo y que excluía a muchos de los que habían abandonado la fe durante la persecución de Diocleciano, creó una crisis en el Imperio occidental.
Se celebró un sínodo en Roma  en el 313, seguido de otro en Arlés en el 314. Estos sínodos dictaminaron que la fe donatista era una herejía y, cuando los donatistas se negaron a retractarse, Constantino lanzó la primera campaña de persecución por parte de los cristianos contra los cristianos, y comenzó la participación imperial en la teología cristiana. Sin embargo, durante el reinado del emperador Juliano el Apóstata, los donatistas, que formaron el partido mayoritario en la provincia romana de África durante 30 años, recibieron la aprobación oficial.

#### Debates dentro del cristianismo

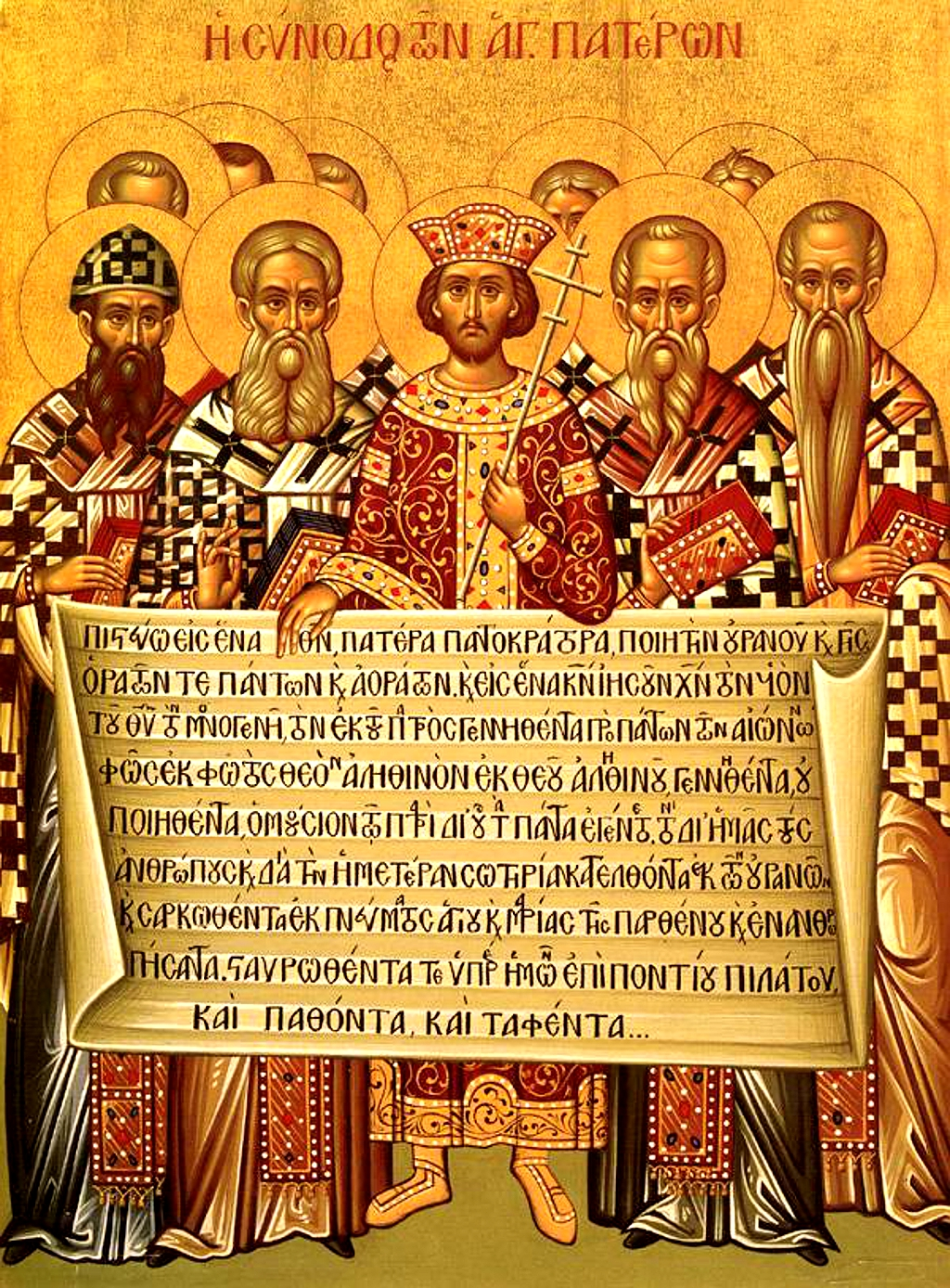
Icono que representa a Constantino I y a los obispos del Concilio de Nicea I (325). El emperador, colocado en el centro y con una aureola, sostiene el Credo del Concilio de Constantinopla I (381).

Los eruditos cristianos y la población del Imperio estaban cada vez más involucrados en debates sobre cristología —es decir, sobre la naturaleza de Cristo—. Las opiniones iban desde la creencia de que Jesús era completamente humano a la creencia de que era completamente divino. El debate más persistente fue el que se produjo entre el punto de vista consubstancialidad —el Dios Padre y el Dios Hijo son de una sola sustancia—, definido en el Concilio de Nicea I en 325 y más tarde defendido por Atanasio de Alejandría, y el punto de vista arriano —el Padre y el Hijo son similares, pero el Padre es más grande que el Hijo—. De esta manera, los emperadores se involucraron cada vez más, con la Iglesia cada vez más dividida.
Constantino apoyó el credo de Nicea, pero fue bautizado en su lecho de muerte por Eusebio de Nicomedia, un obispo con simpatías arrianas. Su sucesor Constancio II apoyó las posiciones arrianas: bajo su gobierno, el Concilio de Constantinopla en el 360 apoyó el punto de vista arriano. Después del interludio del emperador Juliano II, de todas las denominaciones existentes, en la pars occidentalis triunfó el credo niceno, mientras que el arrianismo o semiarrianismo fue dominante en la pars orientalis —bajo el emperador Valente—, hasta que el emperador Teodosio I convocó el Concilio de Constantinopla I en el 381, que reafirmó la visión nicena y rechazó la arriana. Este concilio refinó todavía más la definición de ortodoxia, emitiendo el Credo Niceno-Constantinopolitano.

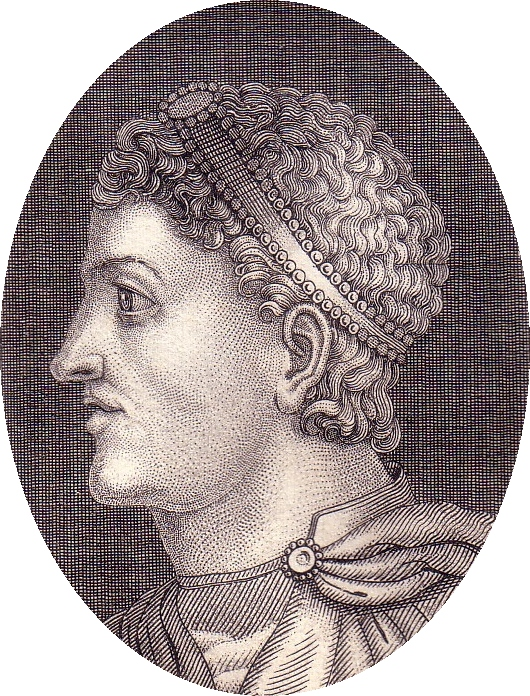
Teodosio I el Grande.

El 27 de febrero del año anterior, Teodosio I estableció, con el Edicto de Tesalónica, el cristianismo del Primer Concilio de Nicea como religión estatal del Imperio, reservando a sus seguidores el título de cristianos católicos y declarando a los cristianos que no siguieran la religión enseñada por el papa Dámaso I de Roma y el papa Pedro de Alejandría como herejes:

Queremos que todos los pueblos que son gobernados por la administración de nuestra clemencia profesen la religión que el divino apóstol Pedro dio a los romanos, que hasta hoy se ha predicado como la predicó él mismo, y que es evidente que profesan el pontífice Dámaso y el obispo de Alejandría, Pedro, hombre de santidad apostólica. Esto es, según la doctrina apostólica y la doctrina evangélica creemos en la divinidad única del Padre, del Hijo y del Espíritu Santo bajo el concepto de igual majestad y de la piadosa Trinidad. Ordenamos que tengan el nombre de cristianos católicos quienes sigan esta norma, mientras que los demás los juzgamos dementes y locos sobre los que pesará la infamia de la herejía. Sus lugares de reunión no recibirán el nombre de iglesias y serán objeto, primero de la venganza divina, y después serán castigados por nuestra propia iniciativa que adoptaremos siguiendo la voluntad celestial.
Edicto de Tesalónica

#### Antigüedad tardía

Cambios en la extensión del Imperio gobernado desde Constantinopla.
476-Fin del Imperio occidental; 550-Conquistas de Justiniano I; 717-Adhesión de León el Isaurio; 867-Adhesión de Basilio I; 1025-Muerte de Basilio II; 1095-Víspera de la Primera Cruzada; 1170-Bajo Manuel I; 1270-Bajo Miguel VIII Palaiologos; 1400-Antes de la caída de Constantinopla

A finales del siglo IV el Imperio romano se había dividido en dos partes, aunque sus economías y la iglesia todavía estaban fuertemente ligadas. Las dos mitades del Imperio siempre habían tenido diferencias culturales, ejemplificadas en particular por el uso generalizado del idioma griego en la parte oriental y su uso más limitado en la occidenteal —el griego, además del latín, se utilizaba en Occidente, pero el latín era la lengua vernácula hablada—.
Cuando el cristianismo se convirtió en la religión estatal del Imperio a finales del siglo IV, los eruditos de Occidente habían abandonado en gran medida el griego en favor del latín. Incluso la Iglesia de Roma, donde el griego continuó siendo usado en la liturgia más tiempo que en las provincias, abandonó el griego. La Vulgata de Jerónimo había comenzado a reemplazar las antiguas traducciones latinas de la Biblia.

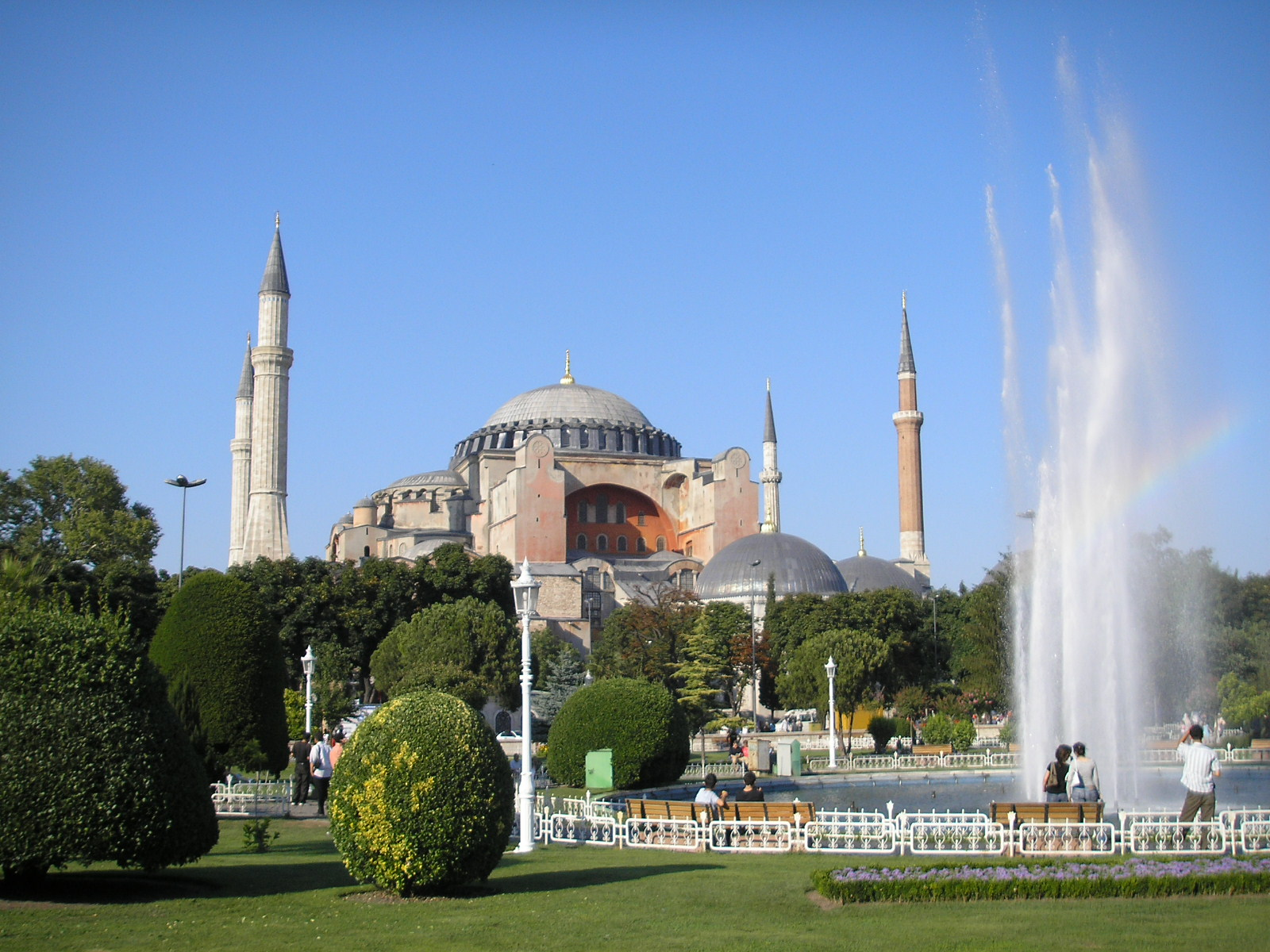
Hagia Sophia basílica en Constantinopla, durante siglos el edificio de iglesia más grande del mundo.

El siglo V vería más fracturas en la Iglesia. El emperador Teodosio II convocó dos sínodos en Éfeso, uno en 431 y otro en 449, el primero de los cuales condenó las enseñanzas del patriarca Nestorio de Constantinopla, mientras que el segundo apoyó las enseñanzas de Eutiquio contra el arzobispo Flaviano de Constantinopla.
Nestorio enseñó que la naturaleza divina y humana de Cristo eran personas distintas, y por lo tanto María era la madre de Cristo pero no la madre de Dios. Eutiches enseñó por el contrario que en Cristo había una sola naturaleza, diferente de la de los seres humanos en general. El Primer Concilio de Éfeso rechazó el punto de vista de Nestorio, causando que las iglesias centradas alrededor de la Escuela de Edesa, una ciudad al borde del imperio, rompieran con la iglesia imperial (véase el cisma nestoriano).
Perseguidos dentro del Imperio romano, muchos nestorianos huyeron a Persia y se unieron a la Iglesia sasánida (la futura Iglesia del Oriente). El Segundo Concilio de Éfeso mantuvo el punto de vista de Eutiquio, pero fue revocado dos años más tarde por el Concilio de Calcedonia, convocado por el emperador Marciano. El rechazo del Concilio de Calcedonia condujo al éxodo de la iglesia estatal de la mayoría de los cristianos de Egipto y muchos del Levante, que preferían la teología miafísica.
Así, a un siglo del vínculo establecido por Teodosio entre el emperador y la iglesia de su imperio, sufrió una disminución significativa. Los que defendían el Concilio de Calcedonia pasaron a ser conocidos en sirio como melquitas, el grupo «imperial», seguidores del «emperador» (en sirio: malka). Este cisma dio lugar a una comunión independiente de iglesias, incluidas las egipcias, sirias, etíopes y armenias, que hoy se conoce como Iglesias ortodoxas orientales. A pesar de estos cismas, sin embargo, la iglesia de Calcedonia seguía representando la mayoría de los cristianos dentro del ya disminuido Imperio romano.

#### Fin del Imperio romano de Occidente

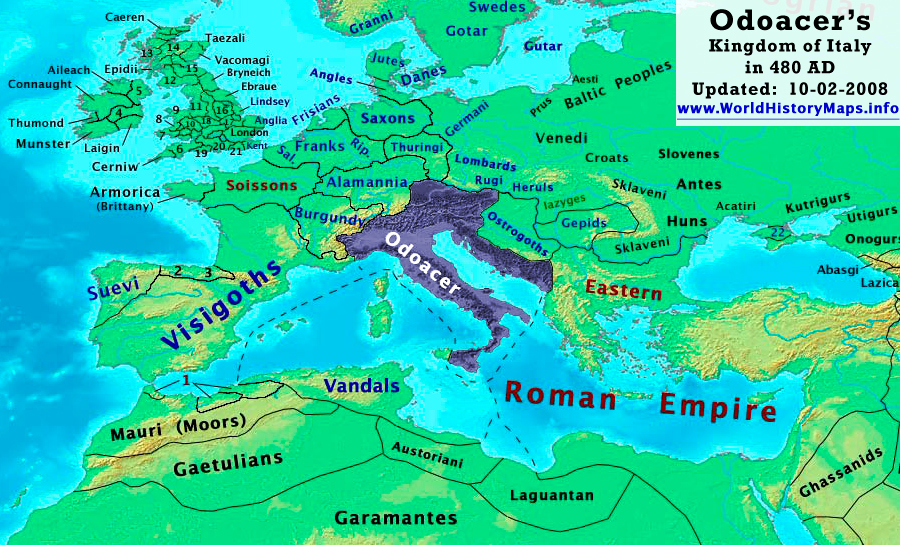
El reino de Odoacro en el 480, después de la anexión Dalmacia y la mayor parte de Sicilia.

En el siglo V, el imperio de Occidente decayó rápidamente y para finales de siglo ya no existía. En pocas décadas, los pueblos germánicos, particularmente los godos y vándalos, conquistaron las provincias occidentales. Roma fue saqueada en los años 410 y 455, y sería saqueada de nuevo en el siguiente siglo en el 546.
En el 476 el general Flavio Odoacro había conquistado Italia y depuesto al usurpador Rómulo Augústulo, aunque se sometió nominalmente a la autoridad de Constantinopla. Los nuevos reinos arrianos establecieron sus propios sistemas de iglesias y obispos en las provincias occidentales, pero en general fueron tolerantes con la población que eligió permanecer en comunión con la iglesia imperial.
En el año 533 el emperador romano Justiniano I en Constantinopla lanzó una campaña militar para reclamar las provincias occidentales de los germanos arrianos, empezando por el norte de África y continuando hacia Italia. Su éxito en la recuperación de gran parte del Mediterráneo occidental fue temporal. El imperio pronto perdió la mayoría de estos logros, pero mantuvo a Roma, como parte del Exarcado de Rávena, hasta el año 751.
Justiniano estableció definitivamente el Cesaropapismo, creyendo «que tenía el derecho y el deber de regular por sus leyes los más mínimos detalles del culto y la disciplina, y también de ordenar los dictámenes teológicos que se deben mantener en la Iglesia». Según la entrada en A Greek-English Lexicon, el término ortodoxo aparece por primera vez en el Código de Justiniano: «Disponemos que todas las iglesias católicas, en todo el mundo, se pongan bajo el control de los obispos ortodoxos que han abrazado el Credo Niceno».
A finales del siglo VI, la Iglesia dentro del Imperio se había unido firmemente al gobierno imperial, mientras que en el Occidente el cristianismo estaba mayormente sujeto a las leyes y costumbres de las naciones que no debían ninguna lealtad al emperador.

### Patriarcados en el Imperio Romano de Oriente

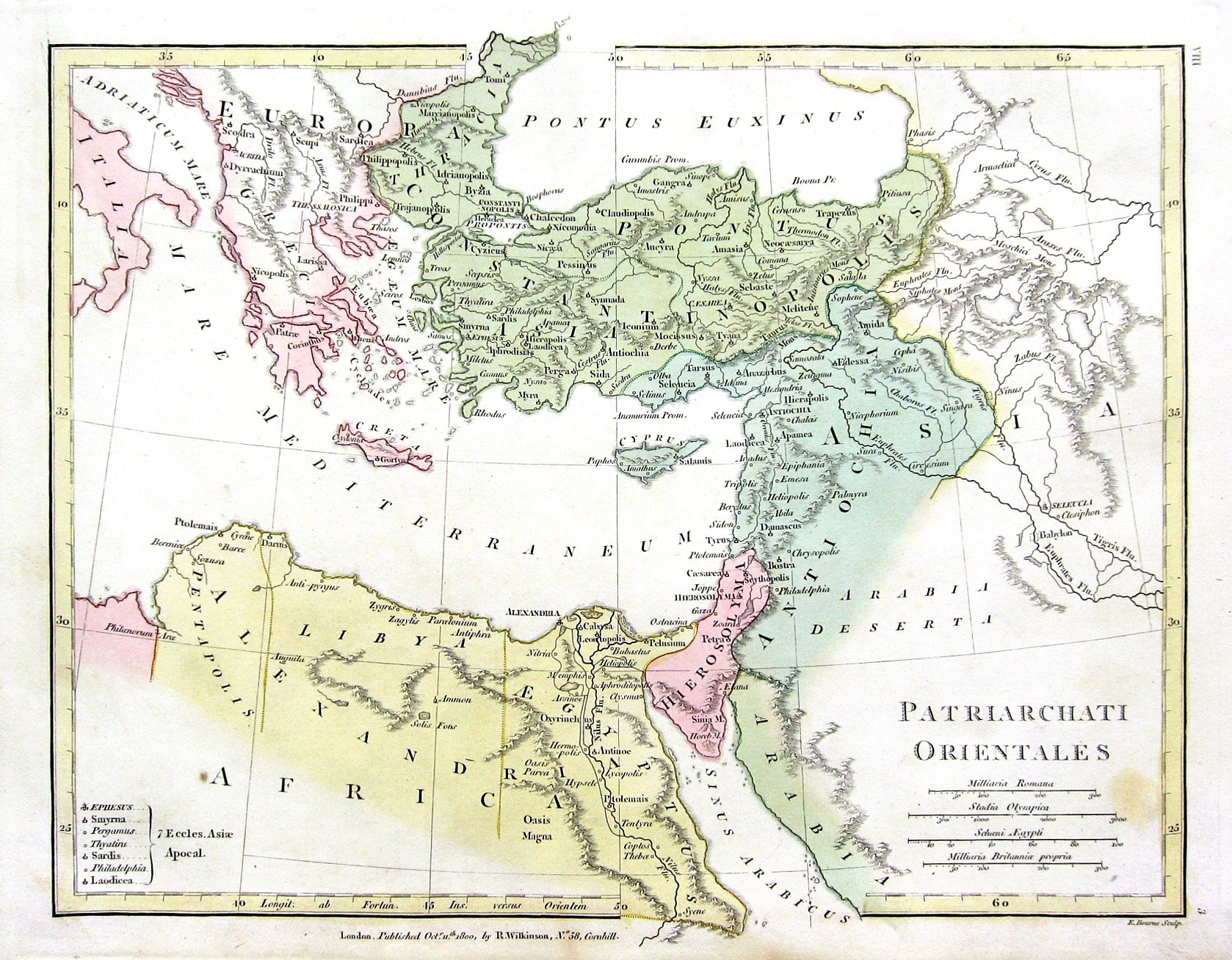
Un mapa de los cinco patriarcados en el Mediterráneo Oriental constituidos por Justiniano I. Roma está coloreada en rosa, Constantinopla en verde, Antioquía en azul, Jerusalén en rosa y Alejandría en amarillo. León III extendió la jurisdicción de Constantinopla a los territorios bordeados de rosa.

El emperador Justiniano I asignó a cinco sedes, las de Roma, Constantinopla, Alejandría, Antioquía y Jerusalén, una autoridad eclesiástica superior que cubría todo su imperio. El Primer Concilio de Nicea en el 325 reafirmó que el obispo de una capital de provincia, obispo metropolitano, tenía cierta autoridad sobre los obispos de la provincia, pero también reconoció la autoridad supra-metropolitana existente de las sedes de Roma, Alejandría y Antioquía, y concedió un reconocimiento especial a Jerusalén.
Constantinopla fue añadida en el Primer Concilio de Constantinopla (381), y se le dio autoridad inicialmente sobre Tracia. Por un canon de validez impugnada, el Concilio de Calcedonia (451) situado en Asia y Ponto, que juntas formaban Anatolia, bajo Constantinopla, aunque su autonomía había sido reconocida en el concilio del 381.
Roma nunca reconoció esta pentarquía de cinco, que veía como constituyendo el liderazgo de la iglesia. Sostuvo que, de acuerdo con el Primer Concilio de Nicea, únicamente las tres sedes de Roma, Alejandría y Antioquía tenían una verdadera función patriarcal. Los cánones del Concilio Quinisexto del 692, que dieron sanción eclesiástica al decreto de Justiniano, tampoco fueron nunca plenamente aceptados por la Iglesia Occidental.
Las conquistas musulmanas de los territorios de los patriarcados de Alejandría, Antioquía y Jerusalén, la mayoría de cuyos cristianos se perdieron en cualquier caso para la iglesia ortodoxa desde las secuelas del Concilio de Calcedonia, dejaron en efecto únicamente dos patriarcados, los de Roma y Constantinopla. En el 732, las políticas iconoclastas del emperador León III fueron resistidas por el papa Gregorio III. El emperador reaccionó transfiriendo a la jurisdicción eclesiástica de Constantinopla en el 740 los territorios de Grecia, Iliria, Sicilia y Calabria que habían estado bajo Roma, dejando al obispo de Roma con una diminuta parte de las tierras sobre las que el imperio aún tenía control.
El Patriarca de Constantinopla ya había adoptado el título de «patriarca ecuménico», lo que indicaba lo que él veía como su posición en la oikoumene, el mundo cristiano idealmente encabezado por el emperador y el patriarca de la capital del emperador. También bajo la influencia del modelo imperial de gobierno de la iglesia estatal, en el que «el emperador se convierte en el verdadero órgano ejecutivo de la Iglesia universal», el modelo pentarquista de gobierno de la iglesia estatal retrocedió a una monarquía del Patriarca de Constantinopla.

### Surgimiento del Islam

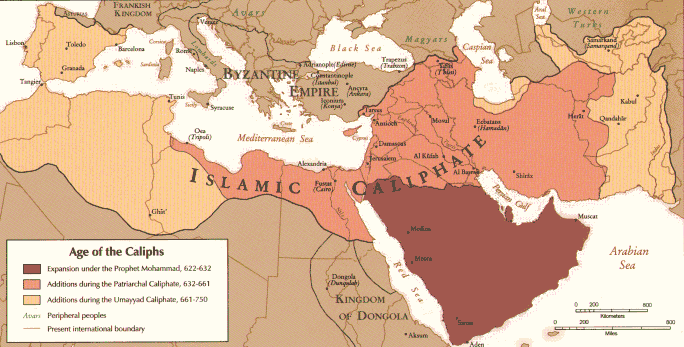
Mapa de la expansión musulmana en los siglos y.

Las conquistas de Rashidun comenzaron a expandir el dominio del Islam más allá de Arabia en el siglo VII, chocando por primera vez con el Imperio romano en el 634. Ese imperio y el imperio persa sasánida estaban en ese momento paralizados por décadas de guerra entre ellos. A finales del siglo VIII, el califato omeya había conquistado toda Persia y gran parte del territorio bizantino, incluyendo Egipto, Palestina y Siria. De repente, gran parte del mundo cristiano estaba bajo dominio musulmán. En los siglos siguientes, los sucesivos estados musulmanes se convirtieron en algunos de los más poderosos del mundo mediterráneo.
Aunque la iglesia bizantina reivindicó la autoridad religiosa sobre los cristianos de Egipto y el Levante, en realidad la mayoría de los cristianos de estas regiones eran por entonces miafísicos y miembros de otras sectas. Los nuevos gobernantes musulmanes, en cambio, ofrecían tolerancia religiosa a los cristianos de todas las sectas. Además, los súbditos del Imperio musulmán podían ser aceptados como musulmanes simplemente declarando la creencia en una sola deidad y la reverencia a Mahoma (shahada). Como resultado, los pueblos de Egipto, Palestina y Siria aceptaron en gran medida a sus nuevos gobernantes y muchos se declararon musulmanes en unas pocas generaciones. Las incursiones musulmanas más tarde tuvieron éxito en algunas partes de Europa, particularmente en España (al-Ándalus).

### Expansión del cristianismo en Europa

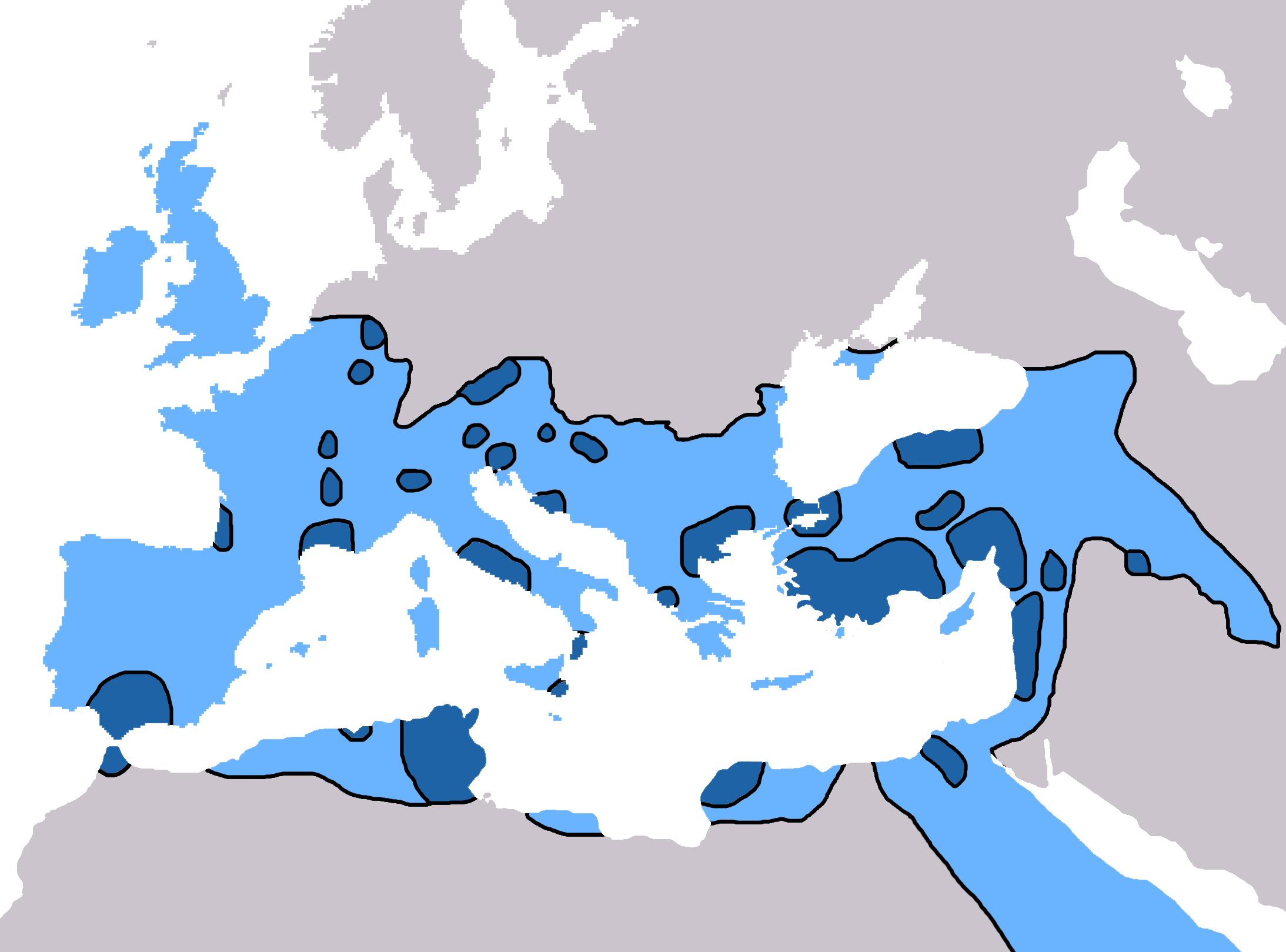
La propagación del cristianismo en Europa en el año 325 (azul oscuro) y 600 (azul claro).

Durante el siglo IX, el emperador de Constantinopla alentó las expediciones misioneras a las naciones cercanas, incluyendo el califato musulmán y los jázaros turcos. En el 862 el emperador de Constantinopla envió a los santos Cirilo y Metodio a la Gran Moravia eslava. Para entonces la mayoría de la población eslava de Bulgaria era cristiana y el propio zar Boris I de Bulgaria fue bautizado el año 864. Serbia fue considerada cristiana alrededor del año 870. A principios del 867 el patriarca Focio I de Constantinopla escribió que el cristianismo fue aceptado por la Rus de Kiev, que sin embargo fue definitivamente cristianizado únicamente a finales del siglo siguiente.

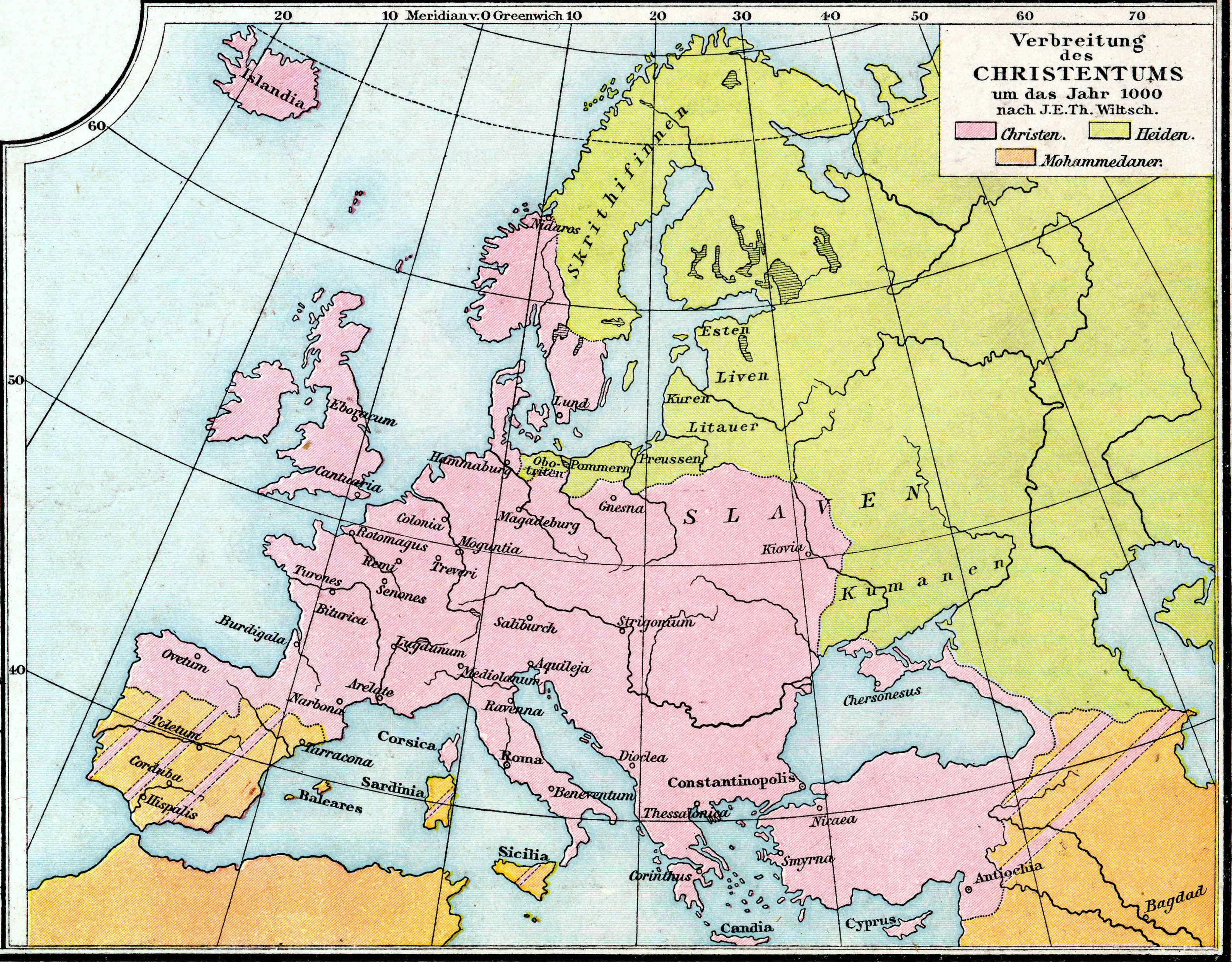
La propagación del cristianismo en Europa en el año 1000.

De estos, la Iglesia en la Gran Moravia eligió inmediatamente vincularse con Roma, no con Constantinopla: los misioneros enviados allí se pusieron del lado del papa durante el Cisma de Focio (863–867). Después de victorias decisivas sobre los bizantinos en las batallas Aqueloo y en la Katasyrtai, Bulgaria declaró autocéfala a su Iglesia y la elevó al rango de Patriarcado, una autonomía reconocida en el 927 por Constantinopla, pero fue abolida por el emperador Basilio II Bulgaróctono («el asesino de búlgaros») después de su conquista de Bulgaria en 1018.
En Serbia, que se convirtió en un reino de  reino independiente a principios del siglo XIII, Esteban Dušan, después de conquistar gran parte del territorio bizantino en Europa y asumir el título de zar, elevó al arzobispo serbio al rango de patriarca en 1346, rango que se mantuvo hasta después de la caída del Imperio bizantino a los turcos. Ningún emperador bizantino gobernó nunca el cristianismo ruso.
La expansión de la Iglesia en el oeste y norte de Europa comenzó mucho antes, con la conversión de los irlandeses en el siglo V, los francos a finales del mismo siglo, los visigodos arrianos en España poco después, y los ingleses a finales del siglo VI. Cuando comenzaron las misiones bizantinas en Europa central y oriental, la Europa occidental cristiana, a pesar de haber perdido la mayor parte de España por el islam, abarcaba Alemania y parte de Escandinavia y, aparte del sur de Italia, era independiente del Imperio bizantino y lo había sido casi por completo durante siglos.
Esta situación fomentó la idea de una Iglesia universal no vinculada a ningún estado en particular. Mucho antes de que el Imperio bizantino llegara a su fin, también Polonia, Hungría y otros pueblos centroeuropeos formaban parte de una Iglesia que de ninguna manera se veía a sí misma como la iglesia del imperio y que, con el cisma de Oriente y Occidente, incluso había dejado de estar en comunión con ella.

### Cisma de Oriente y Occidente (1054)

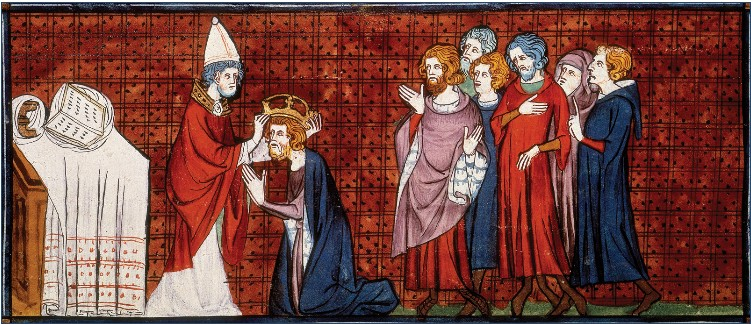
Coronación de Carlomagno como emperador.

Con la derrota y la muerte en 751 del último Exarcado de Rávena y el fin del exarcado, Roma dejó de ser parte del Imperio bizantino. Obligados a buscar protección en otro lugar, los papas se dirigieron a los francos y, con la coronación de Carlomagno por el papa León III el 25 de diciembre de 800, transfirieron su lealtad política a un emperador romano rival. Las disputas entre la sede de Roma, que reclamaba autoridad sobre todas las demás sedes, y la de Constantinopla, que ya no tenía rival en el imperio, culminaron quizás inevitablemente en excomunicaciones mutuas en 1054.
La comunión con Constantinopla fue interrumpida por los cristianos europeos con la excepción de los gobernados por el imperio —incluidos los búlgaros y los serbios— y de la incipiente Iglesia de Kiev y toda Rus, entonces con un obispo metropolitano del patriarcado de Constantinopla. Esta Iglesia encabezada por Jonás de Moscú no se independizó hasta 1448, apenas cinco años antes de la extinción del imperio, tras lo cual las autoridades turcas incluyeron a todos sus súbditos cristianos ortodoxos de cualquier pueblo en una única millet encabezada por el Patriarca de Constantinopla.
Los occidentales que establecieron estados cruzados en Grecia y en el Oriente Próximo nombraron patriarcas latinos (occidentales) y otros jerarcas, dando así realidad concreta y permanencia al cisma.  Se hicieron esfuerzos en 1274 (Concilio de Lyon II) y en 1439 (Concilio de Florencia) para restaurar la comunión entre Oriente y Occidente, pero los acuerdos alcanzados por las delegaciones orientales participantes y por el Emperador fueron rechazados por la gran mayoría de los cristianos bizantinos.
En Oriente, la idea de que el emperador bizantino era el jefe de los cristianos de todo el mundo persistió entre los eclesiásticos mientras existió el imperio, incluso cuando su territorio real se redujo a muy poco. En 1393, 60 años antes de la caída de la capital, el patriarca Antonio IV de Constantinopla escribió a Basilio I de Moscú defendiendo la conmemoración litúrgica en las iglesias rusas del emperador bizantino con el argumento de que era «emperador (βασιλεύς) y autocrátor de los romanos, es decir, de todos los cristianos». Según el patriarca Antonio, «no es posible entre los cristianos tener una Iglesia y no tener un emperador. Porque el imperio y la Iglesia tienen una gran unidad y comunión, y no es posible separarlos», y «el santo emperador no es como los cargos y gobernadores de otras regiones».

## Legado

Emblema del Patriarca de Constantinopla, basado en el símbolo imperial adoptado en el.

Tras el cisma entre las Iglesias de Oriente y Occidente, varios emperadores intentaron a veces, pero sin éxito, reunificar la Iglesia, invocando la noción de unidad cristiana entre Oriente y Occidente en un intento de obtener la ayuda del papa y de Europa Occidental contra los musulmanes que iban conquistando poco a poco el territorio del imperio. Pero el período de las Cruzadas occidentales contra los musulmanes había pasado antes incluso de que se celebrara el primero de los dos concilios de reunificación.
Incluso cuando fueron perseguidos por el emperador, la Iglesia Oriental, según Jorge Paquimeres: «contó los días hasta que se deshicieran no de su emperador (porque no podían vivir más sin un emperador que un cuerpo sin corazón), sino de sus desgracias actuales». La iglesia había llegado a fusionarse psicológicamente en las mentes de los obispos orientales con el imperio a tal punto que les resultaba difícil pensar en el cristianismo sin un emperador.
En Europa Occidental, por otro lado, la idea de una iglesia universal ligada al Emperador de Constantinopla fue reemplazada por aquella en la que la sede romana era suprema. «La pertenencia a una iglesia universal reemplazó a la ciudadanía en un imperio universal. En toda Europa, desde Italia a Irlanda, se estaba formando una nueva sociedad centrada en el cristianismo».
La Iglesia Occidental vino a enfatizar el término «católico» en su identidad, una afirmación de universalidad, mientras que la Iglesia Oriental Ortodoxa vino a enfatizar el término «ortodoxo» en su identidad, una afirmación de la verdadera enseñanza de Jesús. Ambas iglesias afirman ser la continuación única de la Iglesia de Calcedonia, previamente unida, cuyas formulaciones doctrinales básicas han sido retenidas también por muchas de las iglesias que surgieron de la reforma protestante, incluyendo el luteranismo y el anglicanismo.